# Sionggoton
Sionggoton is een bestuurslaag in het regentschap Padang Lawas Utara van de provincie Noord-Sumatra, Indonesië. Sionggoton telt 719 inwoners (volkstelling 2010).